# Kaplica św. Rocha w Krasnobrodzie
Kaplica św. Rocha w Krasnobrodzie – kaplica znajdująca się w Dolinie św. Rocha na Zagórze w odległości ok. 2,5 km od klasztoru połączonego z Kościołem Nawiedzenia Najświętszej Maryi Panny w Krasnobrodzie.

## Historia
Historia kaplicy św. Rocha sięga połowy XVII wieku, kiedy Maria Kazimiera d’Arquien ufundowała kaplicę nad źródełkiem i kazała tam umieścić obraz św. Rocha. Od tego momentu Krasnobród stał się celem pielgrzymek wielu chorych modlących się o ocalenie. W 1935 roku, w wyniku zawalenia się na kaplicę drzewa, ta uległa zniszczeniu. Została odbudowana w 1943 roku. W pobliżu kaplicy św. Rocha, dnia 24 marca 1863 roku, miała miejsce krwawa bitwa powstańców styczniowych z wojskim carskimi. Zginęło 43 powstańców, którzy zostali pochowani na cmentarzu parafialnym, a na ich mogile usytuowano pomnik orła rwącego kajdany niewoli.

## Budowla
Przytulona do zbocza kaplica ma charakter zakopiański. Dach pokryty jest gontem. W kaplicy znajduje się ołtarzyk z wizerunkiem św.Rocha oraz opis bitwy z okresu powstania styczniowego sporządzony przez naocznego świadka tych wydarzeń. W pobliżu kaplicy znajduje się niewielkie źródełko, którego wody według miejscowej legendy mają właściwości uzdrawiające.